# Víckov
Víckov je vesnice, část obce Žďárec v okrese Brno-venkov v Jihomoravském kraji. Nachází se v Křižanovské vrchovině, asi 1,5 km na sever od Žďárce. Žije zde 9 obyvatel. Katastrální území Víckova má rozlohu 2,14 km².

## Historie
První písemná zmínka o vsi je z roku 1340. Součástí Žďárce je Víckov od roku 1965.
K 1. lednu 2005 byla vesnice Víckov, jako součást obce Žďárec, společně s dalšími 23 obcemi převedena z okresu Žďár nad Sázavou (Kraj Vysočina) do okresu Brno-venkov (Jihomoravský kraj).

## Obyvatelstvo
| Rok            | 1869 | 1880 | 1890 | 1900 | 1910 | 1921 | 1930 | 1950 | 1961 | 1970 | 1980 | 1991 | 2001 | 2011 | 2021 |
| -------------- | ---- | ---- | ---- | ---- | ---- | ---- | ---- | ---- | ---- | ---- | ---- | ---- | ---- | ---- | ---- |
| Počet obyvatel | 96   | 97   | 79   | 71   | 81   | 92   | 82   | 69   | 59   | 57   | 54   | 35   | 27   | 14   | 9    |
| Počet domů     | 13   | 14   | 14   | 14   | 15   | 16   | 15   | 18   | 15   | 13   | 14   | 11   | 16   | 16   | 10   |

Vývoj počtu obyvatel

## Pamětihodnosti
- zřícenina hradu Víckov
- krucifix

## Galerie

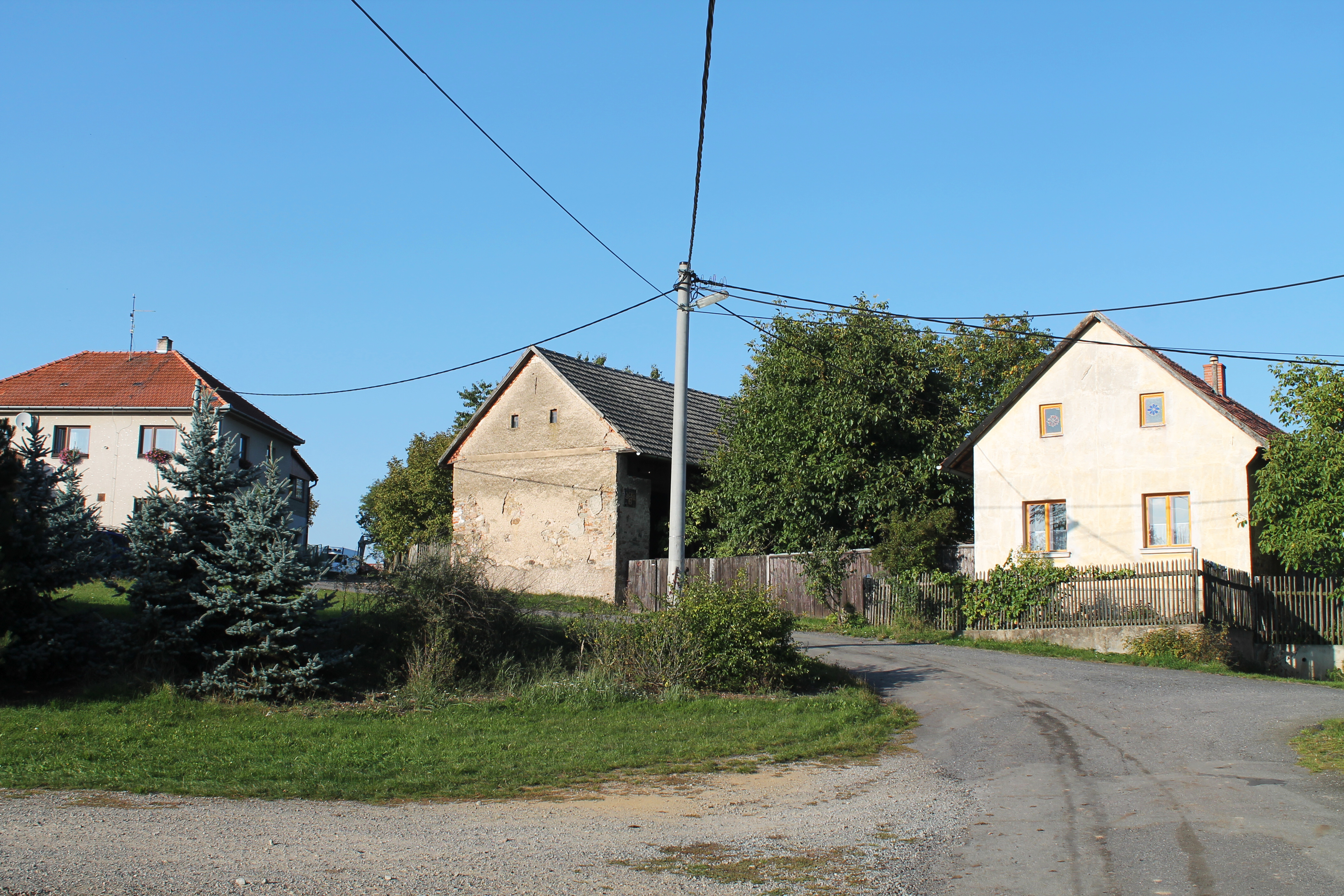
Severní část návsi
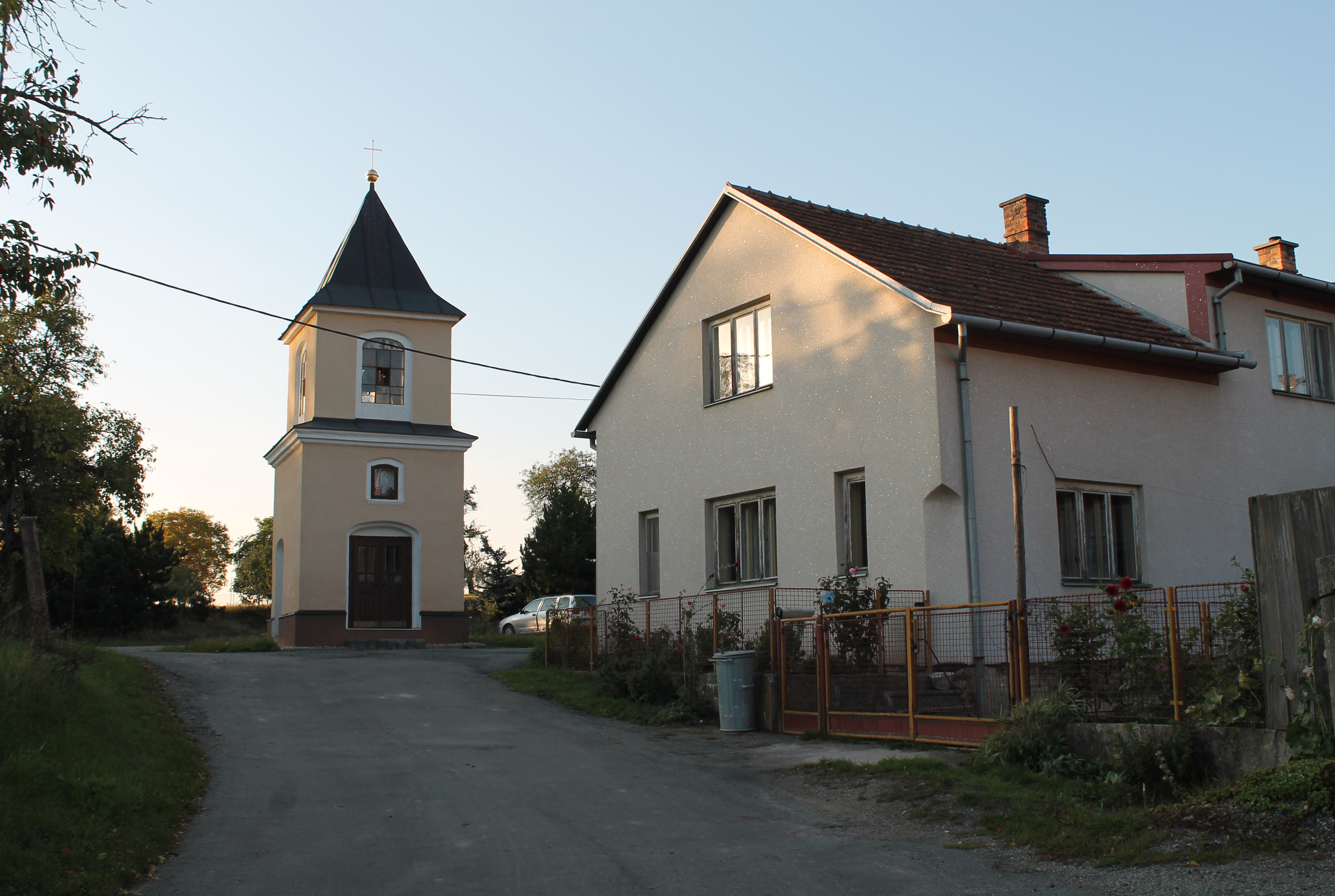
Jižní část návsi
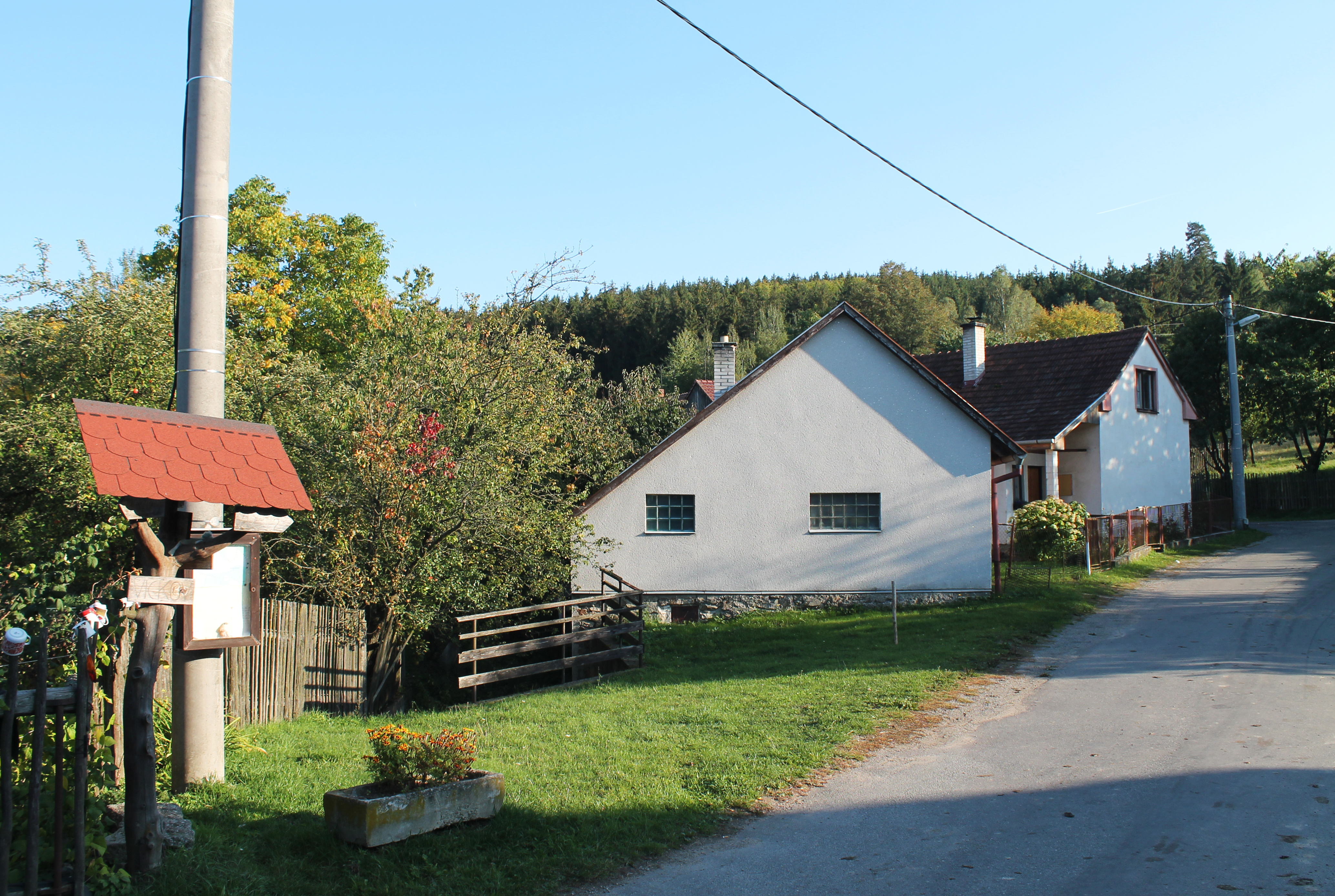
Jižní část vesnice
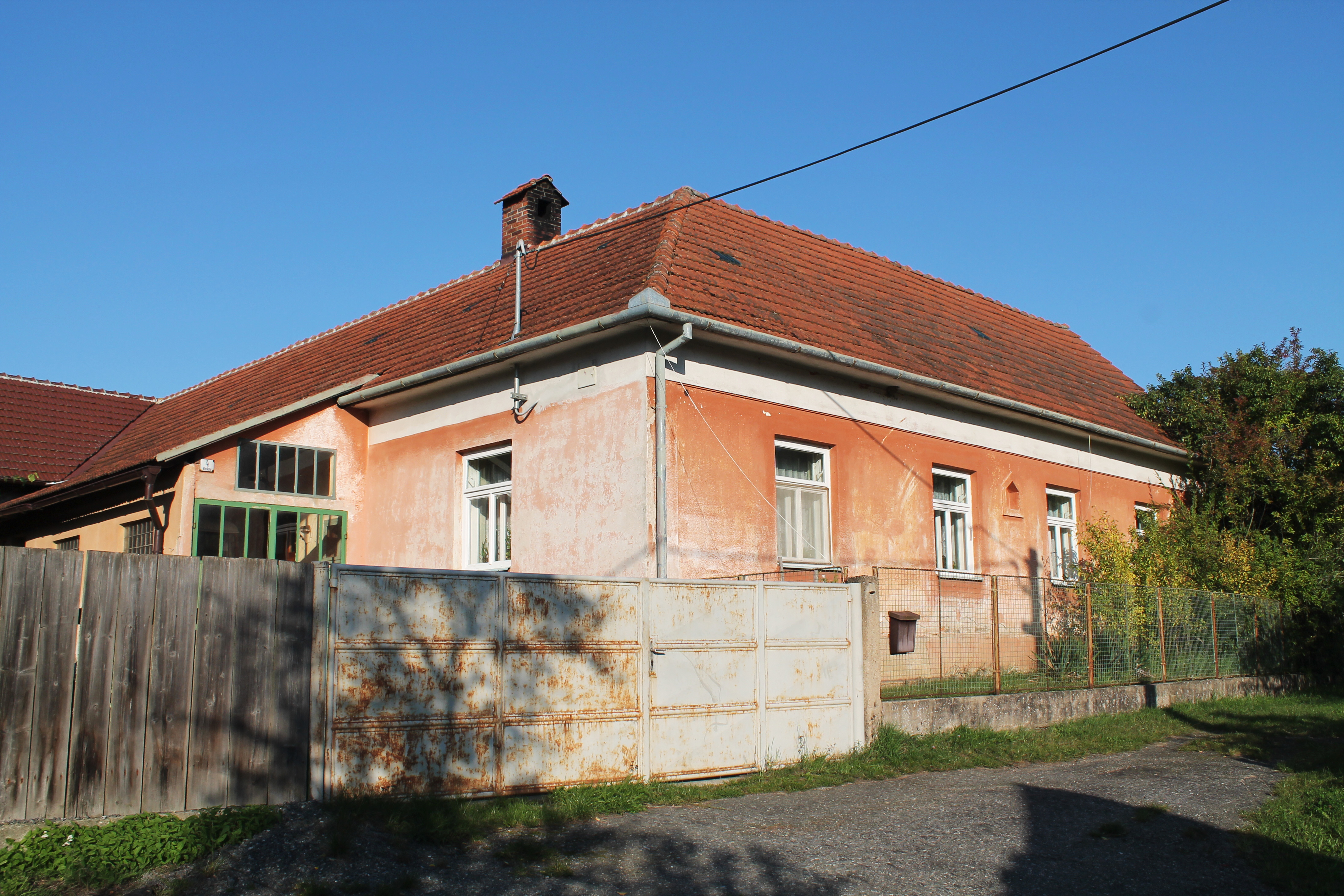
Statek
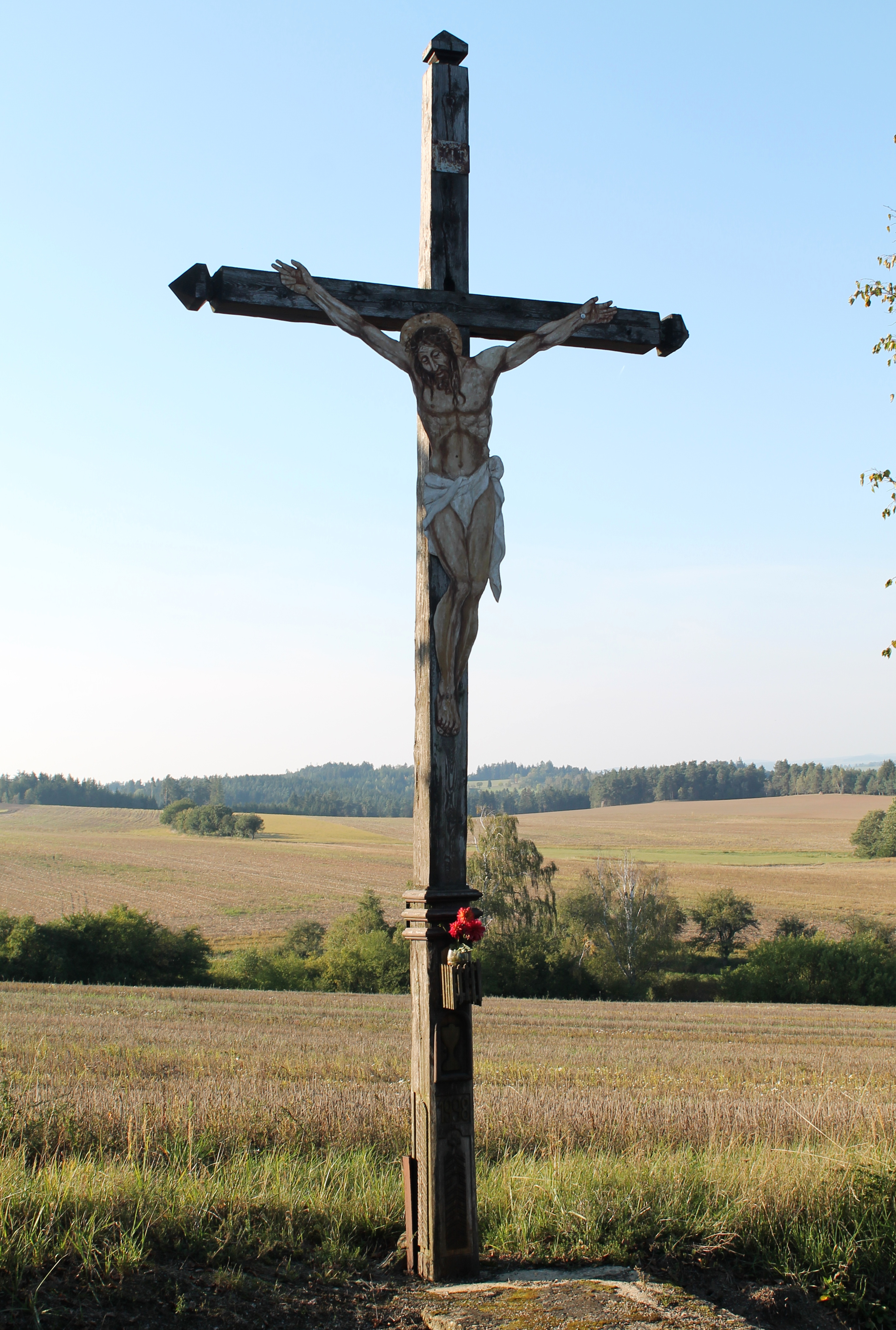
Kříž u silnice
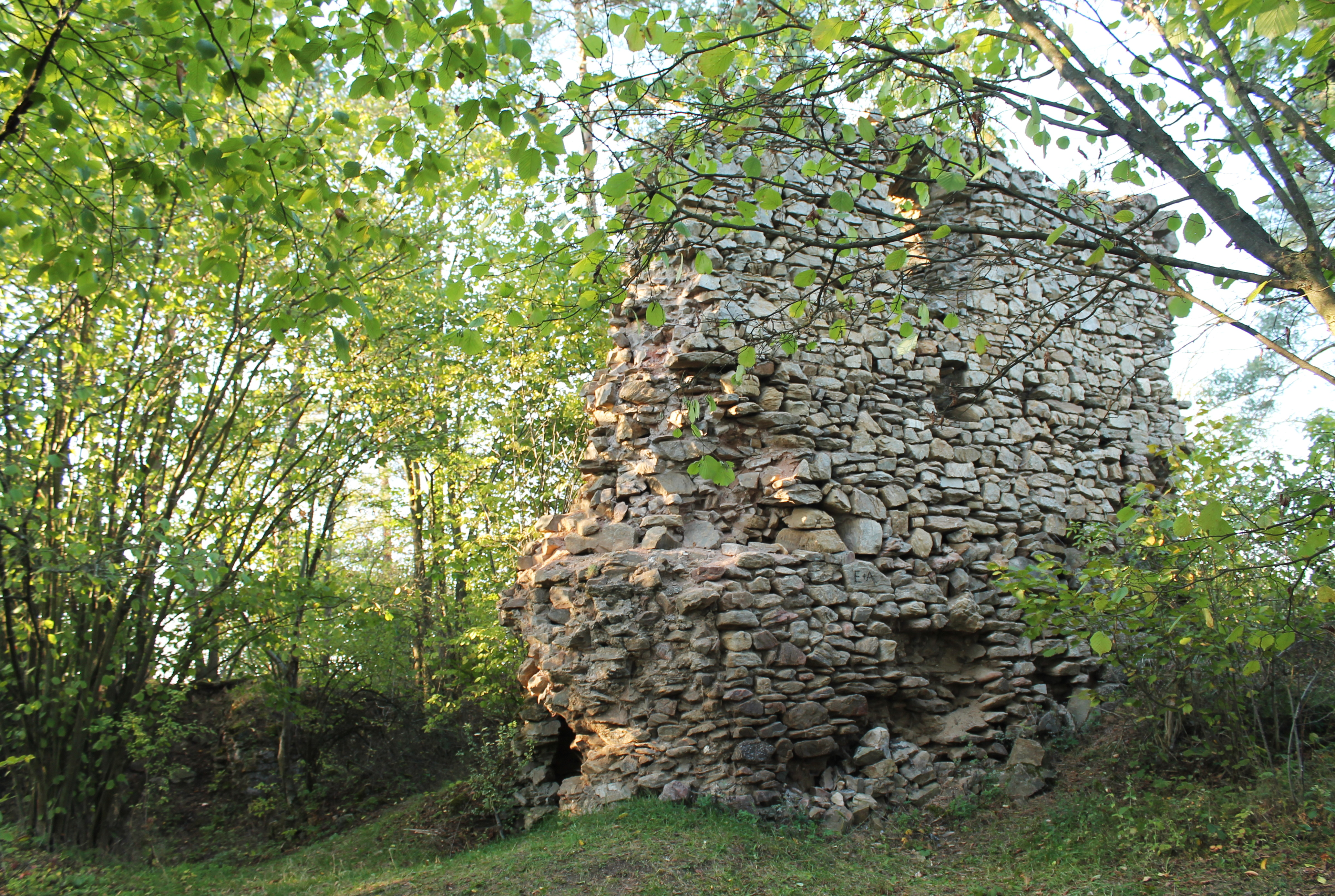
Zřícenina hradu Víckov